# Green Bay Packers 1962
La stagione 1962 dei Green Bay Packers è stata la 42ª della franchigia nella National Football League. La squadra, allenata da Vince Lombardi, ebbe un record di 13-1, terminando prima nella Western Conference e qualificandosi per la finale, vinta per il secondo anno consecutivo contro i New York Giants per 16-7. Fu l'ottavo titolo della storia del club.
Nel 2007, ESPN.com classificò la difesa dei Packers del 1962 come la quinta migliore della storia, notando: "I grandi Packers del 1962 avevano una difesa solida come una roccia, con cinque Hall of Famer: i defensive linemen Willie Davis e  Henry Jordan, il linebacker Ray Nitschke, il cornerback Herb Adderley e la safety Willie Wood. (Inoltre avevano gli All-Pro del 1962 Dan Currie e  Bill Forester.) Green Bay concesse solamente 10,8 punti a partita, non subendo alcun punto per tre volte. I Packers concessero ai quarterback avversari un passer rating di 43,5, grazie in parte a Woods che guidò la lega con 9 intercetti.  La squadra concesse ai Giants in finale 291 yard ma tenne l’attacco avversario a zero punti segnati (New York segnò su un punt bloccato)."
Il differenziale tra punti segnati e subiti di +267 del 1962 fu il migliore di tutta la NFL nel decennio. Cold Hard Football Facts afferma che i Packers del 1962 "potrebbero avere avuto il miglior attacco sulle corse della storia del football."

## Roster
| Roster dei Green Bay Packers nel 1962 |
| --- |
| Quarterback - John Roach - Bart Starr Running Back - Lew Carpenter - Paul Hornung - Tom Moore - Elijah Pitts - Jim Taylor - Earl Gros Wide Receiver - Gary Barnes - Boyd Dowler - Max McGee Tight End - Gary Knafelc - Ron Kramer Offensive Linemen - Forrest Gregg T - Jerry Kramer G - Jim Ringo C - Bob Skoronski T - Fuzzy Thurston G Defensive Linemen - Willie Davis DE - Henry Jordan DT - Bill Quinlan DE - Ron Gassert DT Linebacker - Dan Currie - Bill Forester - Ray Nitschke MLB Defensive Back - Herb Adderley CB - Hank Gremminger - Jesse Whittenton - Willie Wood SS/PR Special Team {{{st}}} |
| Legenda - I rookie sono in corsivo. - Il primo ruolo è il principale mentre gli eventuali successivi indicano i ruoli secondari. - (IR) sta per Injured Reserve ed indica la lista ristretta per un solo giocatore infortunato che può tornare ad allenarsi dopo la settimana 6 e a rientrare in prima squadra dopo che questa ha giocato 8 partite. - (NF-Inj.) / (NF-Ill.) stanno rispettivamente per Non-Football Injured e Non-Football Illness ed indicano le liste dove viene inserito un giocatore che ha un infortunio o una malattia non dipendente dal football americano. - (PUP) sta per Physically Unable to Perform ed indica la lista dove viene inserito un giocatore mentre è in attesa di recuperare la condizione fisica. Nella stagione regolare dopo la sesta partita giocata dalla propria squadra, il giocatore ha tempo tre settimane per riprendere ad allenarsi, più tre settimane aggiuntive dal suo rientro agli allenamenti per rientrare in prima squadra. |

## Calendario
| Stagione regolare |              |                        |           |        |                               |          |
| Turno             | Data         | Avversario             | Risultato | Record | Stadio                        | Pubblico |
| 1                 | 16 settembre | Minnesota Vikings      | V 34–7    | 1–0    | City Stadium                  | 38,669   |
| 2                 | 23 settembre | St. Louis Cardinals    | V 17–0    | 2–0    | Milwaukee County Stadium      | 44,885   |
| 3                 | 30 settembre | Chicago Bears          | V 49–0    | 3–0    | City Stadium                  | 38,669   |
| 4                 | 7 ottobre    | Detroit Lions          | V 9–7     | 4–0    | City Stadium                  | 38,669   |
| 5                 | 14 ottobre   | at Minnesota Vikings   | V 48–21   | 5–0    | Metropolitan Stadium          | 41,475   |
| 6                 | 21 ottobre   | San Francisco 49ers    | V 31–13   | 6–0    | Milwaukee County Stadium      | 46,010   |
| 7                 | 28 ottobre   | at Baltimore Colts     | V 17–6    | 7–0    | Memorial Stadium              | 57,966   |
| 8                 | 4 novembre   | at Chicago Bears       | V 38–7    | 8–0    | Wrigley Field                 | 48,753   |
| 9                 | 11 novembre  | at Philadelphia Eagles | V 49–0    | 9–0    | Franklin Field                | 60,671   |
| 10                | 18 novembre  | Baltimore Colts        | V 17–13   | 10–0   | City Stadium                  | 38,669   |
| 11                | 22 novembre  | at Detroit Lions       | S 14–26   | 10–1   | Tiger Stadium                 | 57,598   |
| 12                | 2 dicembre   | Los Angeles Rams       | V 41–10   | 11–1   | Milwaukee County Stadium      | 46,833   |
| 13                | 9 dicembre   | at San Francisco 49ers | V 31–21   | 12–1   | Kezar Stadium                 | 53,769   |
| 14                | 16 dicembre  | at Los Angeles Rams    | V 20–17   | 13–1   | Los Angeles Memorial Coliseum | 60,353   |

Note: gli avversari della propria division sono in grassetto.

### Playoff
| Stagione regolare |             |                 |           |        |                |          |
| Turno             | Data        | Avversario      | Risultato | Record | Stadio         | Pubblico |
| Finale            | 30 dicembre | New York Giants | V 16–7    | 1–0    | Yankee Stadium | Recap    |

## Classifiche
| NFL Western Conference |    |    |   |      |       |     |     |     |
|                        | V  | S  | P | %    | DIV   | PF  | PS  | STR |
| Green Bay Packers      | 11 | 3  | 0 | .786 | 9–3   | 391 | 223 | V1  |
| Detroit Lions          | 8  | 5  | 1 | .615 | 7–4–1 | 270 | 258 | S1  |
| Chicago Bears          | 8  | 6  | 0 | .571 | 7–5   | 326 | 302 | V2  |
| Baltimore Colts        | 8  | 6  | 0 | .571 | 6–6   | 302 | 307 | V1  |
| San Francisco 49ers    | 7  | 6  | 1 | .538 | 6–5–1 | 346 | 272 | S1  |
| Los Angeles Rams       | 4  | 10 | 0 | .286 | 3–9   | 263 | 333 | S1  |
| Minnesota Vikings      | 3  | 11 | 0 | .214 | 3–9   | 285 | 407 | S2  |

Nota:  i pareggi non venivano conteggiati ai fini della classifica fino al 1972.